# Gideon (band)
Gideon is een Amerikaanse hardcore- annex metalcoreband uit Tuscaloosa. De band heeft anno 2021 vijf albums en drie ep's uitgebracht en is onder contract bij Equal Vision Records.

## Achtergrond
De band werd opgericht in 2008. Na het afronden van de middelbare school gingen de bandleden op tournee om zo veel mogelijk optredens te geven. Ze brachten twee ep's in eigen beheer uit, Gideon EP en Kingdom Minded EP.
In 2011 tekenden ze bij Strike First Records, een sublabel van Facedown Records. In 2011 verscheen hun debuutalbum Costs bij Facedown Records, gevolgd door het album Milestone in 2012. In 2014 verscheen het derde album genaamd Calloused. Hierbij werd samengewerkt met metalproducer Will Putney.
De bandleden begonnen vanaf 2014 hun christelijke achtergrond langzaam achter zich te laten. In 2017 verliet de band Facedown Records om verder te gaan bij Equal Vision Records. Op dit label kwam het vierde album Cold uit.
In 2019 verscheen bij Equal Vision Records het album Out of Control. Naast nu-metal-invloeden bevat dit album ook invloeden van hiphop en country. De band heeft zich voor dit album laten inspireren door een uitspraak van rapper André 3000: The South's got something to say ("Het zuiden heeft wat te zeggen").

## Bandleden
- Daniel McWhorter - zang[5][7]
- Tyler Riley - gitaar, zang[5][7]
- Caleb DeRusha - basgitaar[5]
- Jake Smelley - drums[5][7]

### Voormalige bandleden
- Scooter Lee - zang (2008-2010)[7]
- Kris Gottlieb - gitaar (2008-2010)[7]
- Blake Hardman - gitaar (2011-2012)[7]
- Daniel McCartney - zang, gitaar (2008-2017)[7]
- Timothy 'Timmy' Naugher - basgitaar (2008-2015)[7]
- Kevin Davis - gitaar (2010-2011)[7][8]

## Discografie

### Albums
- Costs (2011)
- Milestone (2012)
- Calloused (2014)
- Cold (2017)
- Out of Control (2019)

### Ep's
- Gideon (2010)
- Kingdom Minded (2010)
- No Love / No One (2019)